# Il ribelle (romanzo)
Il ribelle è un romanzo di Carlo Cassola pubblicato dalla casa editrice Rizzoli nel 1980.
Si tratta di un romanzo storico ambientato nella Roma imperiale, il primo romanzo storico dell'autore; l'anno successivo scriverà invece La zampa d'oca, questa volta ambientato nel Medioevo.

## Trama
Celio Severiano è un giovane romano di famiglia patrizia che, cresciuto come un pagano, inizia ad avvicinarsi al cristianesimo, fino a convertirsi definitivamente. La fede in Cristo è per Severiano un fatto rivoluzionario, destinato a scuotere la società e l'umanità intera: tuttavia, ben presto, inizia ad accorgersi che tra Impero e Chiesa si sta per avverare una sorta di "compromesso storico", e che Roma, per impedire il lento disfacimento a cui stava andando incontro, inizia ad assorbire la vitalità dei nuovi cristiani. Sullo sfondo della vicenda privata e ideologica del protagonista si stagliano fatti e figure storiche come Diocleziano e Costantino.

## La critica
Scrive Renato Bertacchini che, attraverso la figura del protagonista Severiano, il «laico e disarmista Cassola [...] emette messaggi urgenti per salvare la vita: se il compromesso Chiesa-Stato uccise allora nelle coscienze i valori autentici e rivoluzionari della parola di Gesù, anche la nostra epoca è giunta alla crisi dell'ultima spiaggia».

## Edizioni
- Carlo Cassola, Il ribelle, Milano, Rizzoli, 1980.